# Bildröhrenrecycling
Unter Bildröhrenrecycling versteht man den Verwertungsprozess von Kathodenstrahlröhren  aus Fernsehgeräten und Computermonitoren, deren Gläser bei fachgerechter Aufbereitung einen wertvollen Rohstoff darstellen.

## Verfahren
Da in Bildröhren neben Glas eine Vielzahl von Materialien wie Leuchtstoff, Aluminium, Graphit, Barium und Strontium enthalten ist, ist das Recycling entsprechend aufwendig.

### Lasertrennung
Die Bildröhre wird von ihrem Implosionsschutzrahmen und von Gummi und Kunststoff befreit. Als Nächstes wird durch einen Laser die Größe der Röhre erfasst und sie gelangt über ein Fließband in die Trennanlage, wo sie auf einer Drehscheibe so positioniert wird, dass der Laser die Röhre an der Naht mit dem Glaslot (Frit) aufgetrennt werden kann. Dann wird die Bildröhre in Schirm und Konus zertrennt. Der Konus wird in der Trennanlage abgenommen, so dass nur der Schirm herauskommt und von einem Arbeiter die Lochmaske entfernt wird.

### Heizdrahttrennung
Bei diesem Verfahren wird anders als bei der Lasertrennung die Röhre manuell in der Anlage platziert und mit zwei Metallkeilen, die einen Draht um die Bildröhre spannen, fixiert, der so erhitzt wird, dass er das Glas der Röhre durchtrennt. Der Konus kann dann einfach abgenommen werden.

### Sägentrennung
Hier läuft fast alles wie bei der Lasertrennung ab, nur dass die Bildröhre mit zwei Diamantsägeblättern getrennt wird.

## Entschichtung
Das Glas kann nur nach der Entschichtung als Rohstoff genutzt werden. Meistens werden die beiden Glasfraktionen dazu voneinander getrennt, geschreddert und durch Nassgleitschleifen entschichtet. Das fertige Granulat kann nun zu neuen Bildröhren verarbeitet werden, doch da die Bildröhrenproduktion fast vollständig eingestellt wurde, gibt es kaum noch Abnehmer.